# Kunda Kamara
Kunda Kamara (auch: Camara, geb. als Kunda Kinteh am 19. August 1947 in Dippa Kunda; gest. 6. Januar 2001) war eine gambische Politikerin.

## Leben
Sie wurde als drittes Kind von Landing Kinteh geboren. Sie besuchte Schulen in Serrekunda und Latrikunda, ehe sie sich am Gambia College als Grundschullehrerin ausbilden ließ. 1966 heiratete sie Fanding Kamara, der ebenfalls als Lehrer arbeitete. Gemeinsam hatten sie fünf Kinder. Von 1973 bis 1992 waren beide als Lehrer in verschiedenen Teilen des Landes tätig.
Zeitweise war sie Mitglied des Banjul City Councils. 1992 wurde sie von Präsident Dawda Jawara ins gambische Parlament nominiert, dem sie bis zum Putsch von Yahya Jammeh 1994 angehörte. Im und außerhalb des Parlaments setzte sie sich für soziale Themen und Frauenrechte ein.
Sie starb am 6. Januar 2001 bei einem Autounfall auf dem Nachhauseweg nach Kanifing. Der Unfall ereignete sich auf der South Bank Road zwischen Fula Bantang und Yero Beri Kunda. Bei dem Unfall starben auch die Parlamentsmitglieder Abou Karamba Kassamba und Buba Samura von der United Democratic Party (UDP) und zwei weitere Personen.